# كارل والتر
كارل والتر (بالإنجليزية: Carl Walter)‏ هو عالم نبات ومصور أسترالي، ولد في 1831، وتوفي في 7 أكتوبر 1907.